# Фокстрот (торговая сеть)
«Фокстрот» — украинская сеть магазинов электроники и бытовой техники.

## История
Была основана в с 15 сентября 1993 года Валерием Маковецким, Геннадием Выходцевым и Владимиром Шульгой (последний умер в 2008 году).
По состоянию на 2019 год компания имела 162 магазина, в которых работало порядка 5000 сотрудников. К концу июня 2022 года из 169 магазинов сети было открыто 92 в 52 городах Украины.
Управляющей компанией сети является группа компаний «Фокстрот», ей принадлежат торговые марки «Фокстрот. Техника для дома», «Техношара», «Секунда» (часовой ритейл) и торговые центры DEPO’t, Fantasy Town, Depot Development Group (управление недвижимостью).
По оценке «Нового времени», стоимость бренда Фокстрот — 48 миллионов долларов. Выручка сети в 2018 году составила 12,2 млрд гривен, а чистая прибыль — 84 млн гривен. По итогам 2018 года сеть Фокстрот заняла шестое место среди торговых сетей Украины и 76-е место в рейтинге крупнейших компаний Украины.
У компании есть свой популярный маскот — лисичка Фокси.